# ما وراء الحجاب الجنس كهندسة اجتماعية
ما وراء الحجاب: الجنس كهندسة اجتماعية كتاب من تأليف الكاتبة المغربية وعالمة الاجتماع فاطمة المرنيسي، صدرت نسخته الأصلية بالإنجليزية سنة 1975، وترجمته فاطمة الزهراء أزرويل ونشره المركز الثقافي العربي والفنك سنة 2005. حصلت الكاتبة سنة 2003 على جائزة أستورياس للآداب، وهي أرقى الجوائز الإسبانية التي تمنح لكبار كتاب العالم

فاطمة المرنيسي باحثة مغربية في علم الاجتماع

## نبذة عن الكتاب
يقدم الكتاب تحليلا اجتماعيا لتطور البنية العائلية ودينامية العلاقة بين الرجل والمرأة في في المغرب بعد الاستقلال. يرصد التناقضات في فهم المجتمع للعائلة المغربية ويخلخل المعتقدات المسبقة والنمطية حول العلاقة بين الرجل والمرأة وأدوارهما، ويحث القارئ على التفكير في أشكال جديدة لهذه العلاقات. وينطلق الكتاب من مبدأ اختلاف الفكرة والفعل أو التفكير والتطبيق في الإسلام، ويؤكد وجود فكرة المساواة الجنسية في الإسلام مع عدم تطبيقها في المجتمعات الإسلامية، ويظهر ذلك في التحكم المفرط للمجتمعات الإسلامية وعلماء الإسلام في حرية النساء التي يرون فيها تهديداً للمجتمع. كما يناقش الكتاب الأسباب التي يرجع لها رد الفعل المعاكس هذا، ويناقش الأسباب وراء اعتبار حرية النساء الجنسية تهديداً، وأسباب قهر النساء الاجتماعي- الجنسي، كما يقوم برصد بعض الظواهر المؤثرة في بنية المجتمع مثل تعدد الزوجات والطلاق.

## المحتوى
- الفصل الأول: التصور الإسلامي لحياة جنسية فعالة لدى المرأة—وظيفة الغرائز، دور المرأة في الحياة الجنسية: فعال أم سلبي؟  الإمام الغزالي وسيجموند فرويد: الفاعلية والسلبية ، الخوف من حياة المرأة الجنسية.
- الفصل الثاني: الرقابة على حياة المرأة الجنسية في الهندسة الاجتماعية—تعدد الزوجات ، الطلاق ، تجربة الرسول(ص) تجاه حق المرأة في تقرير مصيرها ، إرضاء المرأة من واجبات المؤمن، العدة كضمانة إسلامية للأبوة.
- الفصل الثالث: الحياة الجنسية والزواج خلال العصر الجاهلي - الزواج في فجر الإسلام ، الاتجاهات الأمومية في المجتمع العربي قبل الإسلام ، تأثيرات الزواج الإسلامي على المجتمع الجاهلي ، خلاصة.
- الفصل الرابع: الواقع المعاصر: وصف المعطيات—الأحاديث مع النساء ،رسائل المستمعين.
- الفصل الخامس: الفوضى الجنسية من خلال المعطيات—المشاكل الجنسية في المناطق البدوية، المشاكل الجنسية في المناطق المدنية، معارضة الآباء للزواج الناتج عن الحب.
- الفصل السادس: الزوج والزوجة—الزواج كمجال للصراع، الحميمية أو المطلب المستحيل.
- الفصل السابع: الحماة—دور الأم الحاسم في اختيار خطيبة لابنها ، الحماة: صديقة ومعلمة ، كيف تسير الحماة البيت.
- الفصل الثامن: المعنى الضمني للحدود: الحياة الجنسية ”المجالية”—العلاقة المشتركة ، علاقة الصراع ، عزل المرأة ، تحدي المرأة للتمييز الجنسي،  أ- في الشارع ، ب- في المكتب.
- الفصل التاسع: الفوضى الجنسية في المغرب المعاصر: مرتكزاتها الاقتصادية—تعليم المرأة ، عمل المرأة—وظائف القمع الجنسي خلال مرحلة الأزمة الاقتصادية.

## الترجمات[5][6]
ترجم الكتاب إلى اللغة الألمانية والهولندية والفرنسية والأوردية إضافة إلى اللغة الانجليزية التي كتب بها في الأصل